# Еджертон (Альберта)
Еджертон (англ. Edgerton) — село в Канаді, у провінції Альберта, у складі муніципального району Вейнрайт № 61.

## Населення
За даними перепису 2016 року, село нараховувало 384 особи, показавши зростання на 21,1%, порівняно з 2011-м роком. Середня густина населення становила 188 осіб/км².
З офіційних мов обидвома одночасно володіли 10 жителів, тільки англійською — 375. Усього 5 осіб вважали рідною мовою не одну з офіційних, з них 5 — українську.
Працездатне населення становило 240 осіб (75% усього населення), рівень безробіття — 4,2% (7,4% серед чоловіків та 0% серед жінок). 83,3% осіб були найманими працівниками, а 18,8% — самозайнятими.
Середній дохід на особу становив $53 280 (медіана $37 568), при цьому для чоловіків — $74 750, а для жінок $32 968 (медіани — $59 264 та $24 704 відповідно).
32,8% мешканців мали закінчену шкільну освіту, не мали закінченої шкільної освіти — 20,3%, 45,3% мали післяшкільну освіту, з яких 17,2% мали диплом бакалавра, або вищий.
| Статево-вікова структура населення | Статево-вікова структура населення | Статево-вікова структура населення | Статево-вікова структура населення | Статево-вікова структура населення |
| ---------------------------------- | ---------------------------------- | ---------------------------------- | ---------------------------------- | ---------------------------------- |
|                                    |                                    |                                    |                                    |                                    |
| Всього                             | Всього                             | 48,7%51,3%                         |                                    |                                    |
| 0 — 14 років                       | 0 — 14 років                       |                                    | 19,5%                              | 19,5%                              |
| 15 — 64 років                      | 15 — 64 років                      |                                    | 63,6%                              | 63,6%                              |
| 65 і більше                        | 65 і більше                        |                                    | 16,9%                              | 16,9%                              |
| 85 і більше                        | 85 і більше                        |                                    | 2,6%                               | 2,6%                               |
| Середній вік (років)               | Середній вік (років)               | 40,940,4                           | 40,6                               | 40,6                               |
| Медіана (років)                    | Медіана (років)                    | 38,742,0                           | 39,8                               | 39,8                               |
| — чоловіки — жінки                 |                                    |                                    |                                    |                                    |

| Походження мешканців:     | Походження мешканців:     | Походження мешканців: | Походження мешканців: | Походження мешканців: |
| ------------------------- | ------------------------- | --------------------- | --------------------- | --------------------- |
| Походження                |                           |                       | осіб                  | %                     |
| Корінні американці        | Корінні американці        |                       | 30                    | 7.14%                 |
| Інше північноамериканське | Інше північноамериканське |                       | 200                   | 47.62%                |
| Європейське               | Європейське               |                       | 330                   | 78.57%                |
| британське                | британське                |                       | 245                   | 58.33%                |
| французьке                | французьке                |                       | 60                    | 14.29%                |
| українське                | українське                |                       | 15                    | 3.57%                 |
| Африканське               | Африканське               |                       | 10                    | 2.38%                 |

| Зайнятість населення за галузями (за класифікацією NOC): | Зайнятість населення за галузями (за класифікацією NOC): | Зайнятість населення за галузями (за класифікацією NOC): | Зайнятість населення за галузями (за класифікацією NOC): | Зайнятість населення за галузями (за класифікацією NOC): |
| -------------------------------------------------------- | -------------------------------------------------------- | -------------------------------------------------------- | -------------------------------------------------------- | -------------------------------------------------------- |
|                                                          |                                                          |                                                          |                                                          |                                                          |
| Управління                                               | Управління                                               |                                                          | 16,3%                                                    | 16,3%                                                    |
| Бізнес, фінанси та адміністрування                       | Бізнес, фінанси та адміністрування                       |                                                          | 6,1%                                                     | 6,1%                                                     |
| Охорона здоров'я                                         | Охорона здоров'я                                         |                                                          | 4,1%                                                     | 4,1%                                                     |
| Освіта, правозахист, муніципальні та урядові служби      | Освіта, правозахист, муніципальні та урядові служби      |                                                          | 8,2%                                                     | 8,2%                                                     |
| Мистецтво, культура, відпочинок та спорт                 | Мистецтво, культура, відпочинок та спорт                 |                                                          | 4,1%                                                     | 4,1%                                                     |
| Роздрібна торгівля та послуги                            | Роздрібна торгівля та послуги                            |                                                          | 16,3%                                                    | 16,3%                                                    |
| Гуртова торгівля, транспорт та обладнання                | Гуртова торгівля, транспорт та обладнання                |                                                          | 28,6%                                                    | 28,6%                                                    |
| Природні ресурси, сільське господарство                  | Природні ресурси, сільське господарство                  |                                                          | 6,1%                                                     | 6,1%                                                     |
| Виробництво                                              | Виробництво                                              |                                                          | 10,2%                                                    | 10,2%                                                    |

## Клімат
Середня річна температура становить 2,1°C, середня максимальна – 22°C, а середня мінімальна – -22,1°C. Середня річна кількість опадів – 397 мм.
| Клімат поселення                              | Клімат поселення | Клімат поселення | Клімат поселення | Клімат поселення | Клімат поселення | Клімат поселення | Клімат поселення | Клімат поселення | Клімат поселення | Клімат поселення | Клімат поселення | Клімат поселення | Клімат поселення |
| Показник                                      | Січ.             | Лют.             | Бер.             | Квіт.            | Трав.            | Черв.            | Лип.             | Серп.            | Вер.             | Жовт.            | Лист.            | Груд.            |                  |
| Середній максимум, °C                         | −8,9             | −6,29            | 0,82             | 10,36            | 17,08            | 21,46            | 22,02            | 21,26            | 15,65            | 9,60             | −0,35            | −8,14            |                  |
| Середня температура, °C                       | −15,51           | −12,9            | −5,8             | 3,76             | 10,47            | 14,85            | 17,11            | 16,36            | 10,74            | 4,68             | −5,26            | −13,05           |                  |
| Середній мінімум, °C                          | −22,12           | −19,51           | −12,41           | −2,86            | 3,84             | 8,24             | 12,19            | 11,44            | 5,82             | −0,24            | −10,19           | −17,96           |                  |
| Норма опадів, мм                              | 18               | 13               | 19               | 23               | 40               | 73               | 73               | 53               | 35               | 16               | 16               | 18               |                  |
| Середньомісячна швидкість вітру, м/с          | 4.30             | 4.20             | 4.30             | 4.50             | 4.32             | 4.00             | 3.60             | 3.50             | 3.88             | 4.20             | 4.30             | 4.22             |                  |
| Середньомісячна сонячна радіація, кДж/м²·день | 3874             | 7503             | 12578            | 17578            | 21039            | 22378            | 22720            | 18952            | 12981            | 7886             | 4094             | 2803             |                  |
| --------------------------------------------- | ---------------- | ---------------- | ---------------- | ---------------- | ---------------- | ---------------- | ---------------- | ---------------- | ---------------- | ---------------- | ---------------- | ---------------- | ---------------- |
| Джерело:                                      |                  |                  |                  |                  |                  |                  |                  |                  |                  |                  |                  |                  |                  |